# Lupus Thunder
Lupus Thunder (født Matthew Wayne Stigliano den 8. august 1972 i Philadelphia, Pennsylvania er en amerikansk tidligere guitarist fra bandet The Bloodhound Gang.
Han er en stor Philadelphia Flyers fan.